# Julien Quercia
Julien Quercia (ur. 17 sierpnia 1986 w Thionville) – piłkarz francuski grający na pozycji napastnika.

## Kariera klubowa
Quercia jest wychowankiem klubu FC Sochaux-Montbéliard. W 2005 roku trafił do kadry pierwszego zespołu z juniorów. Natomiast 3 grudnia 2005 zadebiutował w Ligue 1 w zremisowanym 0:0 wyjazdowym spotkaniu z RC Strasbourg. Do końca sezonu rozegrał 6 spotkań, ale już w następnym (2006/2007) zaliczył ich 26. 19 sierpnia 2006 strzelił pierwszego gola we francuskiej lidze, Sochaux zremisowało 1:1 z Sedanem. W 2007 roku zdobył z Sochaux Puchar Francji, dzięki zwycięstwu w finale po serii rzutów karnych nad Olympique Marsylia. W Sochaux spędził także rundę jesienną sezonu 2007/2008, w której zdobył jednego gola.
W styczniu 2008 roku Quercia przeszedł za milion euro do innego pierwszoligowca, AJ Auxerre. W drużynie prowadzonej przez Jeana Fernandeza po raz pierwszy wystąpił 9 lutego 2008 w zwycięskim 2:1 wyjazdowym meczu ze Stade Rennais FC. Od czasu transferu do Auxerre rywalizował o miejsce w ataku z Polakiem Ireneuszem Jeleniem, Kenijczykiem Dennisem Oliechem, Rumunem Danielem Niculae i rodakiem Kevinem Lejeune. 
W lipcu 2011 przeszedł do FC Lorient. Następnie był graczem F91 Dudelange, Racing FC Union Luksemburg oraz CSO Amnéville. W 2018 roku zakończył karierę.
| Sezon   | Klub                       | Kraj       | Rozgrywki         | Mecze | Bramki | Europejskie puchary                | Mecze | Bramki |
| ------- | -------------------------- | ---------- | ----------------- | ----- | ------ | ---------------------------------- | ----- | ------ |
| 2005/06 | FC Sochaux-Montbéliard     | Francja    | Ligue 1           | 6     | 0      | –                                  | –     | –      |
| 2006/07 | FC Sochaux-Montbéliard     | Francja    | Ligue 1           | 26    | 2      | –                                  | –     | –      |
| 2007/08 | FC Sochaux-Montbéliard     | Francja    | Ligue 1           | 18    | 1      | Puchar UEFA                        | 2     | 0      |
| 2007/08 | AJ Auxerre                 | Francja    | Ligue 1           | 13    | 0      | –                                  | –     | –      |
| 2008/09 | AJ Auxerre                 | Francja    | Ligue 1           | 13    | 3      | –                                  | –     | –      |
| 2009/10 | AJ Auxerre                 | Francja    | Ligue 1           | 10    | 0      | –                                  | –     | –      |
| 2010/11 | AJ Auxerre                 | Francja    | Ligue 1           | 19    | 4      | kw. do Ligi Mistrzów Liga Mistrzów | 1 5   | 0      |
| 2011/12 | FC Lorient                 | Francja    | Ligue 1           | 3     | 1      | –                                  | –     | –      |
| 2012/13 | FC Lorient                 | Francja    | Ligue 1           | 7     | 1      | –                                  | –     | –      |
| 2013/14 | FC Lorient                 | Francja    | Ligue 1           | 0     | 0      | –                                  | –     | –      |
| 2014/15 | FC Lorient                 | Francja    | Ligue 1           | 0     | 0      | –                                  | –     | –      |
| 2016/17 | F91 Dudelange              | Luksemburg | Nationaldivisioun | 1     | 0      | –                                  | –     | –      |
| 2017/18 | Racing FC Union Luksemburg | Luksemburg | Nationaldivisioun | 4     | 0      | –                                  | –     | –      |
| 2017/18 | CSO Amnéville              | Francja    | CFA 2             | 7     | 3      | –                                  | –     | –      |

## Kariera reprezentacyjna
W latach 2006–2007 Quercia rozegrał 7 spotkań i zdobył 2 gole dla reprezentacji Francji U-21.